# Picrolemma sprucei
Picrolemma sprucei är en bittervedsväxtart som beskrevs av Joseph Dalton Hooker. Picrolemma sprucei ingår i släktet Picrolemma och familjen bittervedsväxter. Inga underarter finns listade i Catalogue of Life.